# Hrbovský vrch
Hrbovský vrch (označovaný také jako Strážnice) je vrchol v pohoří Bítešská vrchovina, 4 km východně od Velkého Meziříčí. Dosahuje výšky 568,9 m n. m.